# Germaringen
Germaringen település Németországban, azon belül Bajorországban. Lakosainak száma 4020 fő (2023. december 31.). Germaringen Kaufbeuren községgel határos.

## Népesség
A település népessége az elmúlt években az alábbi módon változott:
| Lakosok száma | 2388 | 2030 | 3739 | 3772 | 3818 | 3801 | 3880 | 3865 | 4043 | 4020 |
|               | 1970 | 1975 | 2011 | 2012 | 2014 | 2015 | 2017 | 2019 | 2022 | 2023 |